# Драгоненко Катерина Василівна
Катерина Василівна Драгоненко (? — ?) — українська радянська діячка, голова колгоспу імені Будьонного Миронівського району Київської області. Кандидат у члени ЦК КПУ в лютому 1981 — лютому 1986 року.

## Біографія
Народилася в селянській родині Василя Ведмеденка.
Закінчила Маслівський сільськогосподарський технікум Київської області.
Трудову діяльність розпочала агрономом в колгоспі імені Щорса села Карапиші Миронівського району Київської області. Закінчила курси трактористів, комбайнерів і мотоциклістів.
Член КПРС з 1969 року.
Працювала головою виконавчого комітету Карапишівської сільської ради депутатів трудящих Миронівського району Київської області.
На 1979—1982 роки — голова колгоспу імені Будьонного Миронівського району Київської області. Обиралася членом Всесоюзної ради колгоспів.

## Родина
Чоловік, Драгоненко Віктор Іванович, сільський лікар. Син Олександр і дочка Богдана.

## Нагороди
- ордени
- медалі